# Vittorio Matteo Corcos

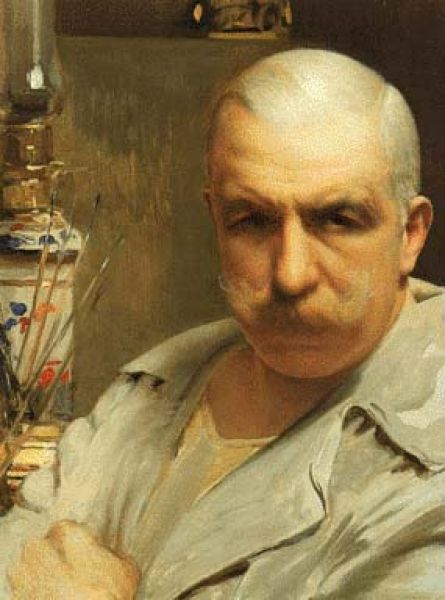
Vittorio Corcos, zelfportret, 1913

Vittorio Matteo Corcos (Livorno, 4 oktober 1859 - Florence, 8 november 1933) was een Italiaans kunstschilder, vooral bekend om zijn vrouwportretten en salonwerken.

## Leven en werk
Corcos kreeg zijn opleiding aan de Accademia delle Belle Arti in Florence onder Enrico Pollastrini. Van 1878 tot 1879 vervolgde hij zijn studie in Napels bij Domenico Morelli, die hem sterk beïnvloedde. In 1880 vertrok hij naar Parijs, waar hij een contract kreeg bij de kunsthandel Goupil & Cie. Daar leerde hij ook Theo van Gogh kennen, die voor Goupil werkte en in de jaren 1880 ook regelmatig werk van Corcos in zijn collectie had.
In Parijs werd Corcos beïnvloed door het impressionisme en vond hij aansluiting bij een Italiaanse kolonie van kunstschilders, onder wie Giovanni Boldini en Giuseppe de Nittis. Daarnaast ging hij in de leer bij Léon Bonnat, die bekendstond om zijn vrouwportretten. In navolging van Bonnat zou ook Corcos het vrouwportret allengs tot zijn belangrijkste thema maken, niet in de laatste plaats omdat dit in die tijd een lucratieve bezigheid was. Dit overigens niet altijd tot zijn eigen genoegen. In 1890 schreef hij aan Theo van Gogh: Ik ben maar een sukkelaar, veroordeeld tot het maken van kunst die tegen mijn gevoel ingaat, een kunst van rouge en poeder waar ik geen liefde voor voel maar waarmee ik nog God weet hoelang mee door moet gaan.
Corcos exposeerde in 1881, 1882 en 1885 in de Parijse salon. In 1886 had hij veel succes tijdens een grote tentoonstelling in Livorno, waaraan ook kunstschilders van de Macchiaioli-groep deelnamen.
In 1887 bekeerde Corcos, die van Joodse herkomst was, zich tot katholiek en huwde met Emma Ciabatti. Zijn vrouw introduceerde hem in Italiaanse literaire kringen, onder anderen bij Giosuè Carducci en Gabriele d'Annunzio, met wie hij bevriend raakte.
Corcos was van de jaren 1880 tot aan de Eerste Wereldoorlog een salon- en portretschilder van internationale reputatie en portretteerde beroemdheden uit de hoogste adel, waaronder Marie Amélie van Orléans, Margaretha van Savoye en Augusta Victoria van Sleeswijk-Holstein-Sonderburg-Augustenburg. Tijdens zijn latere leven werd zijn stijl als gedateerd beschouwd en verminderde zijn roem. Hij overleed in 1933, 74 jaar oud. Veel van zijn werken bevinden zich tegenwoordig in privé-bezit. Zijn zelfportret uit 1913 hangt in het Uffizi.

## Galerie

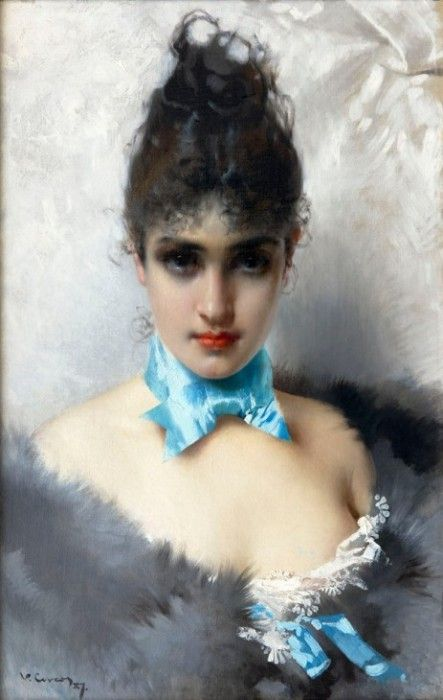
Elegante schoonheid
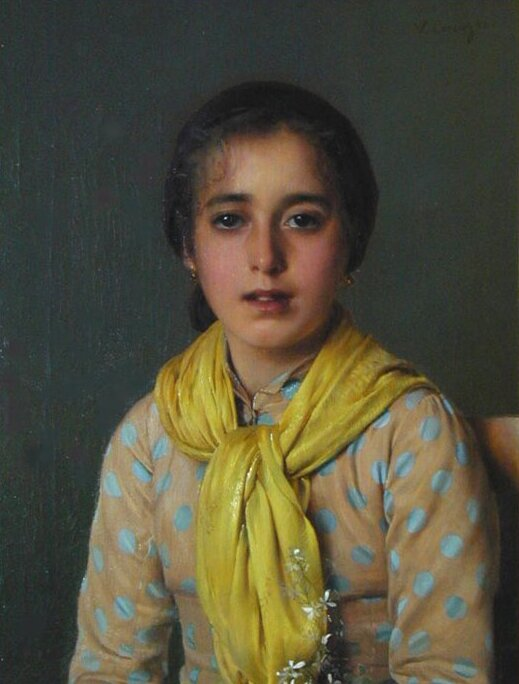
Meisje met gele sjaal
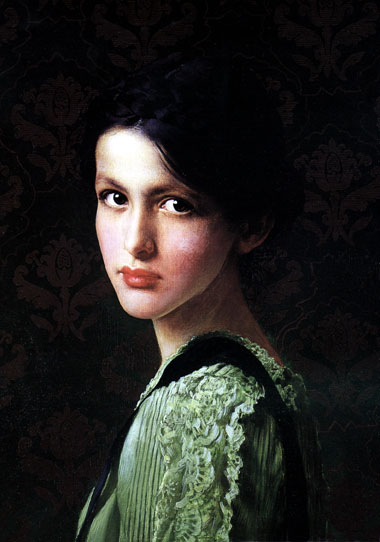
Vrouwengezicht
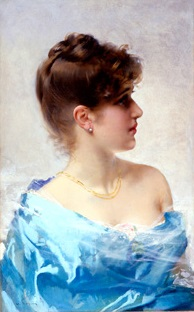
Vrouw met paarlen oorbel
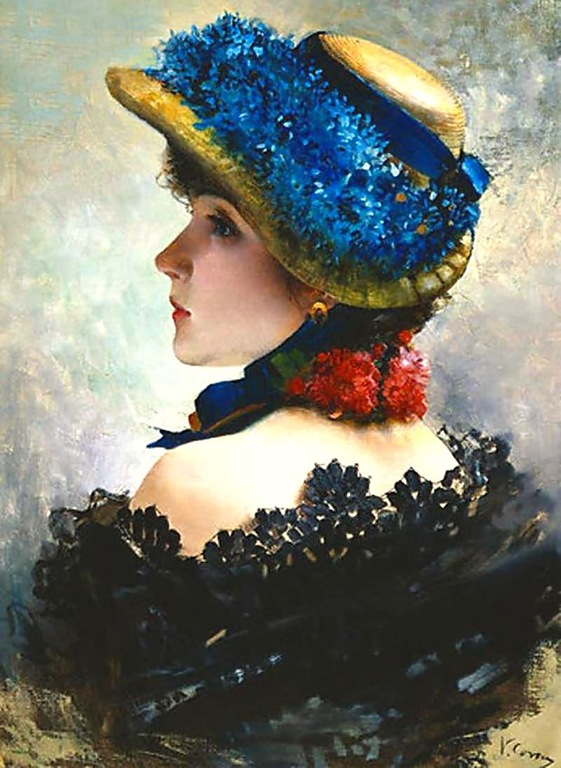
Schoonheid
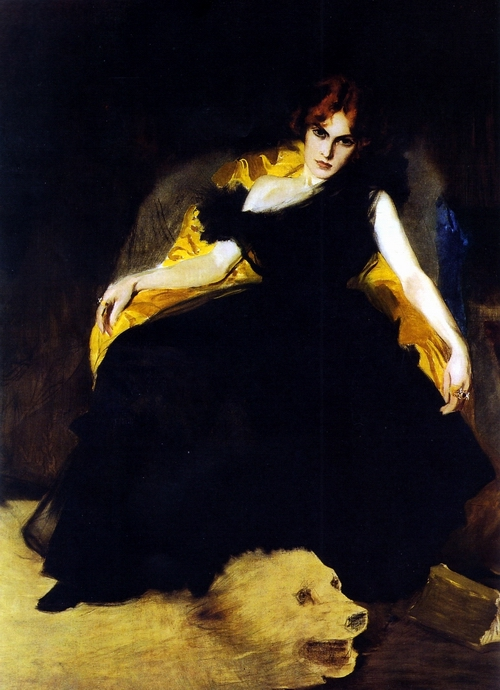
Morhinomane
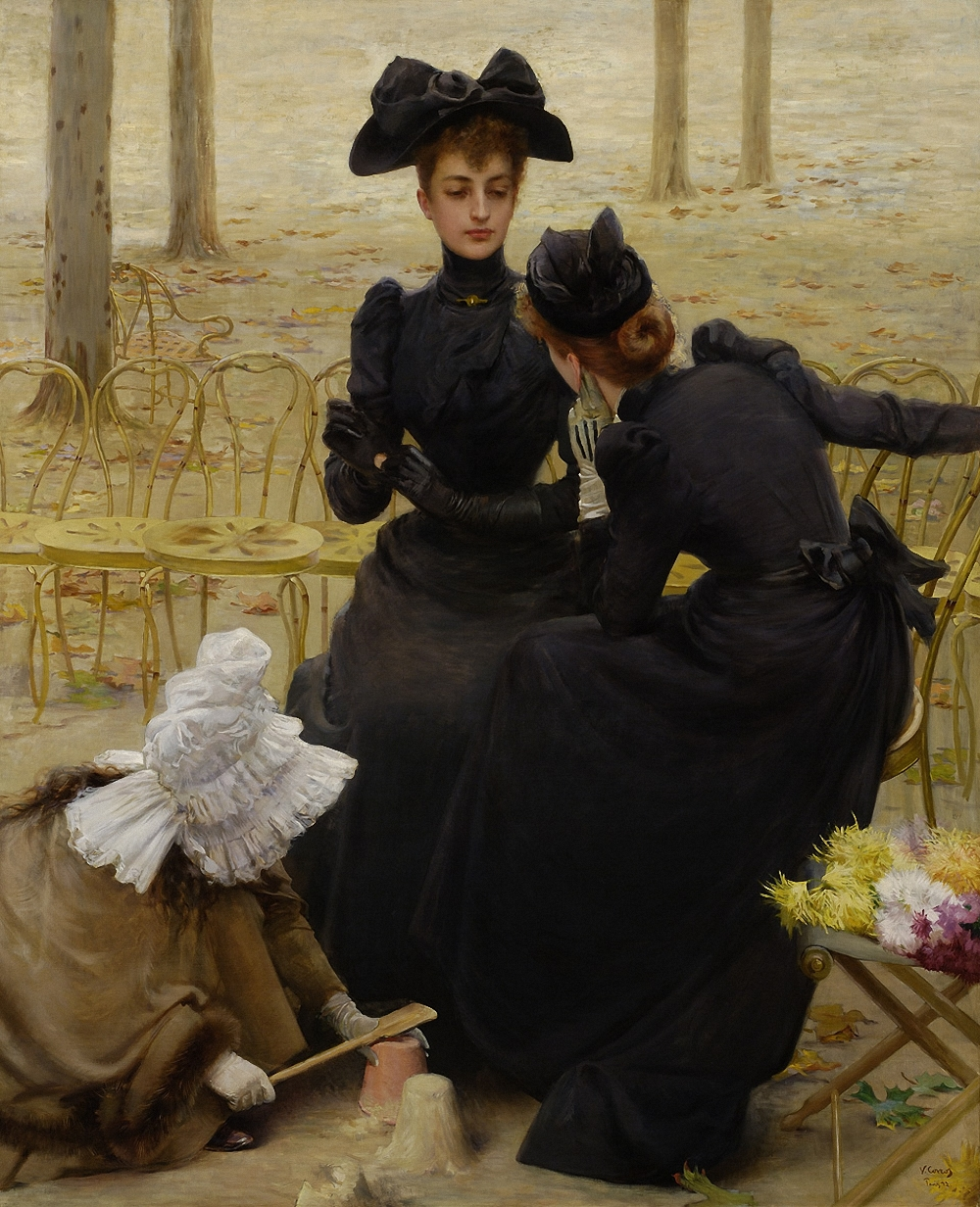
Gesprek in de Jardin de Luxembourg
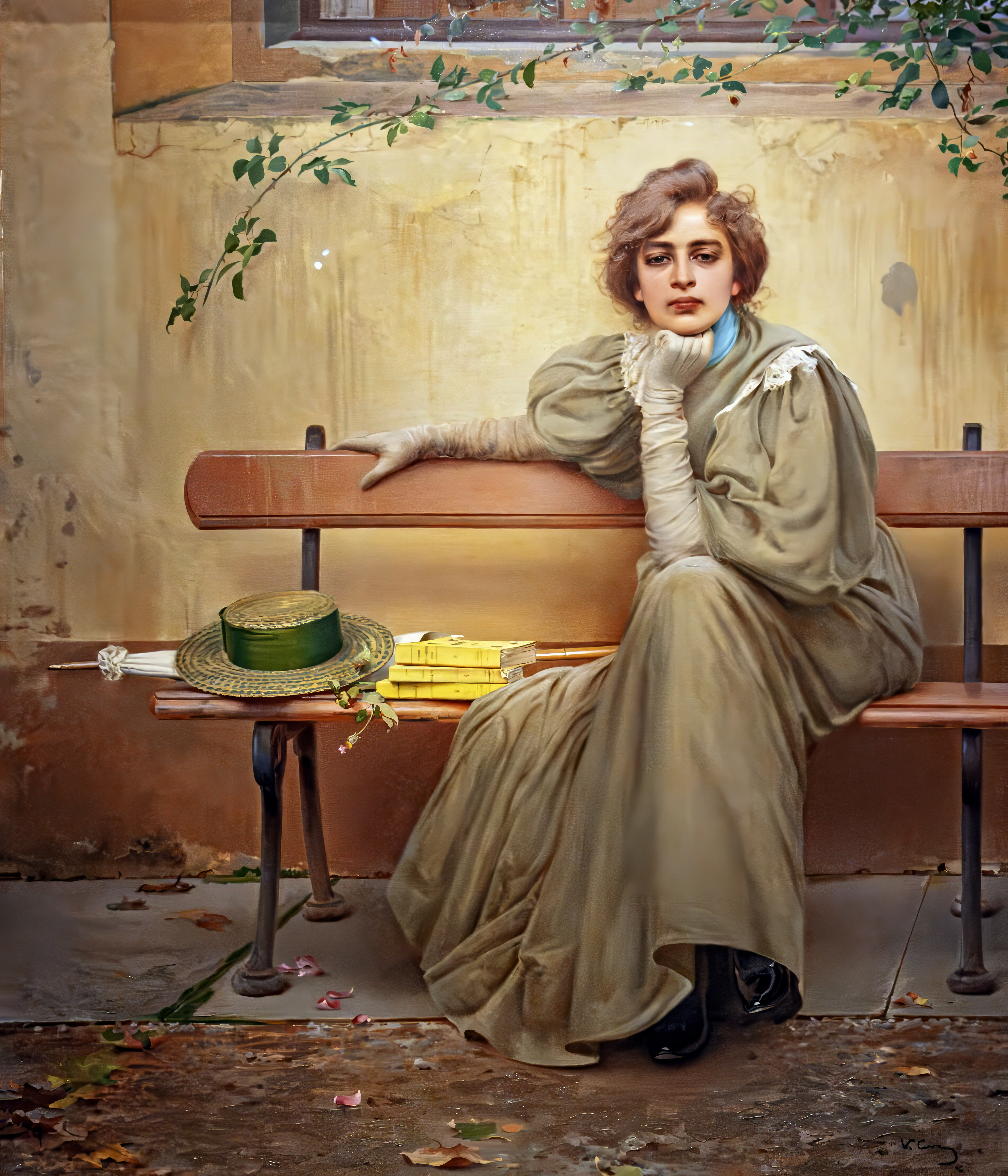
Dromen
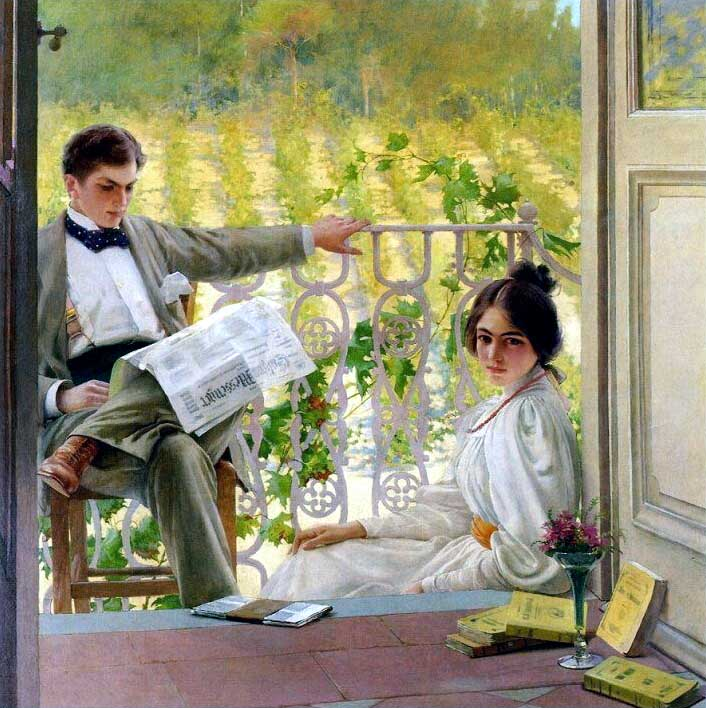
Middag op het terras
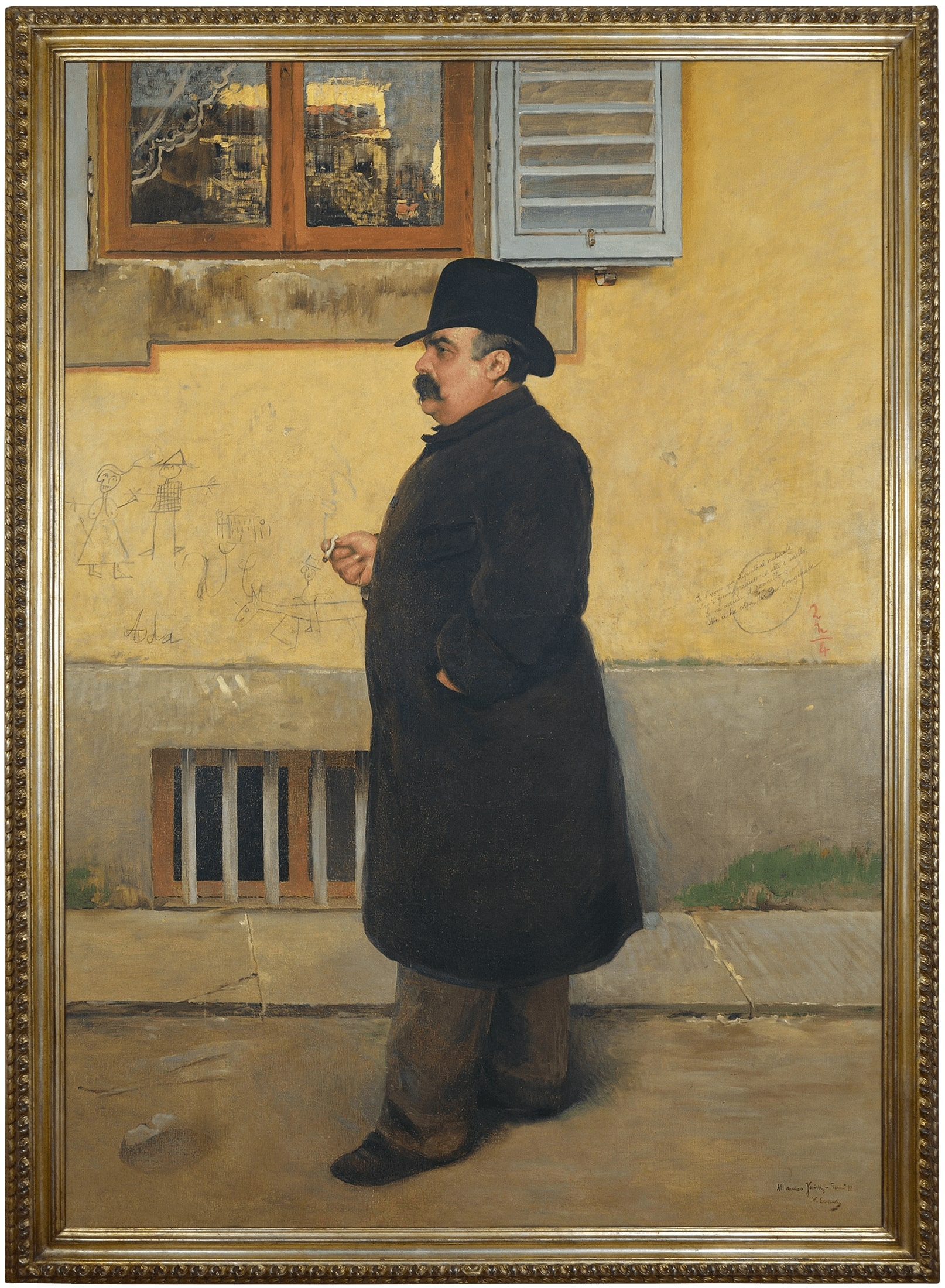
Portret van Yorick